# Hernán Cline

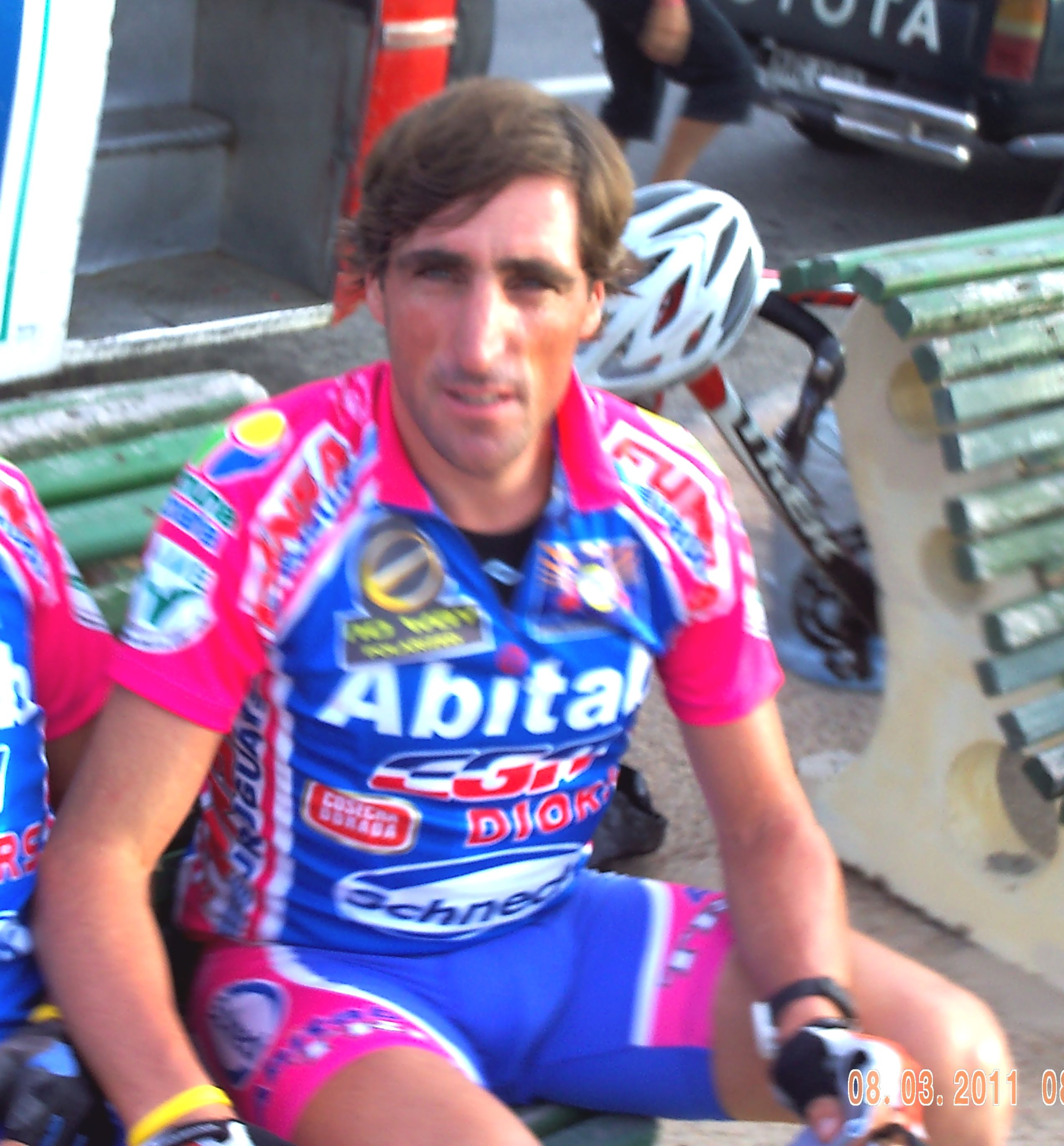
Hernán Cline (2011)

Hernán „Corcho“ Cline (* 3. September 1975 in Berisso, Argentinien) ist ein ehemaliger uruguayischer Straßenradrennfahrer.
Hernán Cline gewann 2001 die achte Etappe bei der Vuelta Ciclista del Uruguay. In der Saison 2003 war er dort wieder bei einem Teilstück erfolgreich, und er gewann eine Etappe bei den Rutas de América. Außerdem gewann er bei der Vuelta Ciclista del Uruguay 2005 und 2006 eine Etappe. 2006 wurde er auch Dritter der Gesamtwertung. 2009 sowie 2010 entschied Cline jeweils die Gesamtwertung der Rutas de America für sich. Zu diesem Zeitpunkt gehörte er der Mannschaft des Club Ciclista Alas Rojas de Santa Lucía an.

## Erfolge
2001
- eine Etappe Vuelta Ciclista del Uruguay

2003
- eine Etappe Rutas de América
- eine Etappe Vuelta Ciclista del Uruguay

2005
- eine Etappe Vuelta Ciclista del Uruguay

2006
- eine Etappe Vuelta Ciclista del Uruguay

2009
- Gesamtwertung Rutas de América

2010
- Gesamtwertung Rutas de América